# Hans Spanke
Hans Spanke (* 13. Mai 1884 in Meschede; † 30. November 1944 in Duisburg) war ein deutscher Romanist und Mediävist.

## Leben
Spanke studierte in Freiburg im Breisgau, Berlin, Würzburg, Paris und Straßburg. Er promovierte 1907 (Zwei altfranzösische Minnesinger. Die Gedichte Jehan's de Renti und Oede's de la Couroierie) in Straßburg. In Straßburg legte er 1908 sein Staatsexamen in den Fächern Französisch, Latein und Griechisch ab. Er unterrichtete in Rietberg und ab 1911 in Duisburg-Ruhrort. Er kam 1944 im Alter von 60 Jahren bei der Bombardierung Duisburgs ums Leben.

## Schriften (Auswahl)
- Zwei altfranzösische Minnesinger. Die Gedichte Jehan's de Renti und Oede's de la Couroierie. Chemnitz 1907.
- Hrsg.: Eine altfranzösische Liedersammlung. Der anonyme Teil der Liederhandschriften KNPX. Halle 1925.
- Untersuchungen über die Ursprünge des romanischen Minnesangs. Beziehungen zwischen romanischer und mittellateinischer Lyrik mit besonderer Berücksichtigung der Metrik und Musik. Weidmann, Berlin 1936, OCLC 248524783.
- Untersuchungen über die Ursprünge des romanischen Minnesangs. Marcabrustudien. Vandenhoeck & Ruprecht, Göttingen 1940. OCLC 1046239157
- Deutsche und französische Dichtung des Mittelalters. Kohlhammer, Stuttgart 1943, OCLC 458985661.
- G. Raynauds Bibliographie des altfranzösischen Liedes. Neu bearbeitet und ergänzt von Hans Spanke. E. J. Brill, Leiden 1955. OCLC 1222768242
- Ursula Aarburg (Hg.): Studien zu Sequenz, Lai und Leich. Wissenschaftliche Buchgesellschaft, Darmstadt 1977, ISBN 3-534-04737-0.
- Ulrich Mölk (Hg.): Studien zur lateinischen und romanischen Lyrik des Mittelalters. Georg Olms Verlag, Hildesheim 1983, ISBN 3-487-07426-5.